# Object 911B
L'Object 911B est un prototype de char léger soviétique développé entre 1963 et 1964. Il fut produit à l'Usine de tracteurs de Volgograd (ru). Il fait suite aux projets de l'Object 906B et 911.

## Développement

### Contexte
Avec les expériences passées sur l'Object 906B et 911, le bureau d'étude de l'Usine de tracteurs de Volgograd (ru) (VgTZ) décide en 1963 sous la direction du concepteur en chef I. V. Gavalov et le designer en chef Yu. M. Sorokin de la conception et construction d'un nouveau véhicule pouvant être aéroporté pour possiblement équiper les troupes des VDV afin d'apporter un char léger qui faisait alors défaut au sein des troupes aéroportées.

### Conception et Construction
Durant l'année 1963 le char fut conçu et en 1964 il fut construit à un unique exemplaire et fut testé mais il ne sera jamais retenu et n'entrera jamais en production.

## Caractéristiques

### Armement

#### Principal
L'Object 911B est equipé d'un canon de 73mm 2A28 "Grom" avec 40 coups maximum avec 27 déjà dans le mécanisme automatique de rechargement à l'arrière de la tourelle. Ce mécanisme de rechargement est très similaire au Object 906, prédécesseur de l'Object 906B.
Le canon peut s'abaisser à -3° et s'élever à 30°.

#### Secondaire
Le char possède une mitrailleuse de 7,62mm PKT en coaxiale du canon avec 2000 coups.

### Blindage
La partie avant de la caisse présente un blindage de 10mm à un angle de 45°. Les côtés 8mm et l'arrière et le dessus de la caisse 6mm.
Le compartiment de combat comportait un blindage supplémentaire de 35mm de face, 45mm de flanc et 10mm pour le plancher.
La tourelle possède un blindage soudé de 40mm d'épaisseur.

### Équipage
L'équipage était situé dans la tourelle et le conducteur était placé sur un mécanisme de rotation indépendant de la tourelle permettant de rester dans l'axe de déplacement du char. En cas de marche arrière un système faisait tourner le conducteur de 180°.

### Mobilité

#### Moteur
L'Object 911B possède le moteur UTD-20 (ru) d'une puissance de 300 ch (220,6 kW).

#### Transmission
L'Object 911B est équipé d'un transmission réversible qui permet d'atteindre des vitesses similaire en marche avant ou arrière.

#### Maniabilité
L'Object 911B peut atteindre 72 km/h sur route et 10 km/h lors de la baignade,.

#### Suspension
Similaire à l'Object 906B, le 911B possède une suspension pneumatique qui permet de faire varier la garde au sol passant de 450mm à 100mm.

### Équipement

#### Optiques
Le conducteur dispose de trois périscopes TNPO-170 et d'un dispositif de vision nocturne TVN-2B pour les combats de nuit.
Le commandant dispose aussi de trois périscopes TNPO-170 mais aussi d'un dispositif de désignation de cible. Pour la visée il possède un viseur PKB-62.

#### Radio
Le char est équipé de la radio R-123 et de l'interphone TPU R-124.

#### ProtectionNRBC
Le char est équipé d'un système PAZ avec le dispositif "Elektron 2".
L'Object 911B présente aussi le système PPO "Rosa".
Un capteur de température TD-1 est placé dans le bloc moteur ainsi que deux autres dans le compartiment de combat.

#### Extincteur
Des extincteurs de 3,5 litres sont disponibles.

## Développements parallèles
En parallèle du développement de l'Object 906B furent développés d'autres chars similaires provenant de l'usine de Stalingrad.
- "Object 906" : entre 1960 et 1963, le bureau d'étude de l’usine de tracteur de Stalingrad dirigé par I.V. Gavalov et Yu.V. Shadrin étudie un successeur au PT-76. Il reçut un nouveau canon de 85 mm D-58, mais aussi équipé d'un moteur UTD-20 (ru) d'une puissance de 300 ch.
- Object 906B : en octobre 1962, de l'initiative du bureau d'étude de Stalingrad, l'Object 906B est conçu sur base de l'Object 906 en intégrant le lanceur de 125mm avec roquettes "Bur" et missiles "Rubin". Un détail particulier est accordé à la protection de l'équipage qui ne sont que de deux et présents hors de la tourelle dans un bloc de blindage séparé. Équipé du moteur 8D6, d'une boîte de vitesses réversibles et d'une suspension hydropneumatique. Il fut fabriqué en un exemplaire mais ne fut jamais retenu.
- "Object 907" : durant le premier semestre 1958, le bureau d'étude dirigé par S.A. Fedorov et Yu.M. Sorokin étudie une amélioration du PT-76 notamment sur la mobilité et le blindage. Il reçut donc des plaques de blindage supplémentaires, il est aussi équipé d'un nouveau moteur V-6M d'une puissance de 280 ch. Ces modifications amenèrent le char à la même mobilité malgré la prise de masse de 1,87t. Il fut aussi équipé d'un réservoir plus grand d'une capacité de 500l portant l'autonomie à 400km.
- "Object 911" : en janvier 1963, l'OKB VgTZ (ru) commence à concevoir un véhicule de combat d'infanterie, devenu une base unifiée pour d'autres véhicules futurs. Ce véhicule répond au cahier des charges de ce qui va devenir le futur BMP-1 via l'Object 765.
- "Object 915" : prémisse du futur BMD-1, l'Object 915 hérite des travaux de l'Object 911B en l'allégeant via le blindage, la longueur et la masse. Toutes ces modifications amènent le char à 6t permettant le parachutage, il est composé de deux membres d'équipage.